# Fête nationale du Luxembourg
La fête nationale luxembourgeoise (en luxembourgeois : Lëtzebuerger Nationalfeierdag ; en allemand : luxemburgischer Nationalfeiertag) est célébrée le 23 juin de chaque année. Elle marque traditionnellement la célébration de l'anniversaire du souverain, quel que soit son jour de naissance.

## Historique
La fête nationale luxembourgeoise célèbre l’anniversaire de naissance ou du règne du grand-duc de Luxembourg. Cette date a donc évolué au fil de l’histoire du Luxembourg. Son choix s’explique, entre autres, par l’absence de date officielle pour commémorer l’indépendance du Luxembourg ainsi que pour des raisons climatiques, l’été étant plus propices aux célébrations.
Lors du règne de Guillaume III (1849-1890), la fête nationale a été célébrée le 17 juin, date anniversaire de son épouse Sophie de Wurtemberg, du début de son règne jusqu'à 1860. Pratiquement pendant toute la durée du règne de la grande-duchesse Charlotte (1919-1964), cette célébration s'est déroulée le 23 janvier, date anniversaire de la souveraine, née le 23 janvier 1896. Mais, à partir de 1961, pour des raisons climatiques, la célébration publique de l’anniversaire du souverain fut célébrée le 23 juin de chaque année. Ce jour a été maintenu sous les règnes du  grand-duc Jean (1964-2000), né le 5 janvier, et du grand-duc Henri (depuis 2000), né le 16 avril.
Le tableau ci-dessous recense les différentes dates de la fête nationale luxembourgeoise en fonction des souverains :
| Monarque       | Date       |
| -------------- | ---------- |
| Guillaume Ier  | 24 août    |
| Guillaume II   | 6 décembre |
| Guillaume III  | 17 juin    |
| Guillaume III  | 19 février |
| Adolphe        | 24 juillet |
| Guillaume IV   | 22 avril   |
| Marie-Adélaïde | 14 juin    |
| Charlotte      | 23 janvier |
| Charlotte      | 23 juin    |
| Jean           | 23 juin    |
| Henri          | 23 juin    |

## Célébrations
Cette journée de fête nationale est marquée par quatre événements majeurs, : 
- un Te Deum dans la cathédrale Notre-Dame de Luxembourg en présence de la famille grand-ducale, du gouvernement, des représentants de la Chambre des députés, du Conseil d'État, du collège échevinal de la ville de Luxembourg, de la magistrature, du corps diplomatique et des institutions européennes présentes au Luxembourg ;
- un tir de 21 coups de canon depuis le Fetschenhaff à la fin du Te Deum ;
- une prise d'armes dans la ville de Luxembourg ;
- depuis 2014 une cérémonie officielle organisée au Grand Théâtre de la Ville de Luxembourg se rajoute aux festivités. La famille grand-ducale y participe en présence des membres de la Chambre des députés, des membres du Gouvernement, des membres du Conseil d'État ainsi que des représentants du collège échevinal de la capitale, des hauts représentants de la magistrature, des chefs d'administration et du corps diplomatique accrédité auprès du chef de l’État.

Traditionnellement, dans la soirée du 22 juin, la famille grand-ducale est reçue à l'hôtel de ville de Luxembourg puis assiste sur la place Guillaume II à l’aubade de la Musique militaire et à la retraite aux flambeaux des associations de la ville. Un feu d'artifice est tiré en fin de soirée, ces dernières années depuis le pont Adolphe.